# Fuerza Aérea Armenia
La Fuerza Aérea de Armenia (en armenio: Հայաստանի Ռազմաօդային Ուժեր) es junto al Ejército Armenio, una rama de las Fuerzas Armadas de Armenia, que fue fundada en 1992 tras la disolución de la Unión Soviética. Está organizada y equipada para ofrecer apoyo aéreo y táctico aéreo a las fuerzas de tierra de Armenia. Proporcionó por su parte un apoyo eficaz en la batalla con Azerbaiyán durante la guerra acaecida en la región separatista de Nagorno-Karabaj entre los años 1992 a 1994. Su crónica falta de aviones de superioridad aérea, es compensada con una muy eficiente defensa antiaérea, que le es proporcionada por sistemas rusos, y aeronaves tales como el MiG-29, provenientes de la Fuerza Aérea de Rusia, tras un acuerdo enmarcado en la cooperación conjunta de ambas fuerzas armadas. Desde el año 2003, el gobierno de Armenia ha buscado y ha hecho esfuerzos al financiar la modernización y la ampliación de la flota aérea, así como su actualización.

## Historia
Al tiempo que Armenia trabajaba para establecer unas fuerzas militares independientes para 1989; pero debido a la falta de recursos, un personal óptimamente entrenado y a la escasez de infraestructura debidamente acondicionada, el gobierno de entonces retarda la creación de una fuerza aérea hasta agosto de 1992, e inicia las operaciones de combate en octubre del mismo año. Pero, esta creación no es la primera vez que los armenios usan una fuerza armada de tipo aéreo; según reportes del bando azeri, se dice que los armenios repetidamente usaron aeronaves modificadas de uso civil, y helicópteros como el Mi-8 para el bombardeo de blancos y objetivos civiles en la región de Geranboi en Azerbaiyán para enero de 1990. Los azeríes incluso aclaman que los helicópteros de ataque armenios Mi-24 fueron empleados en misiones de soporte y apoyo a tropas de asalto en Shusha en febrero de 1992. Un helicóptero azerí artillado a su vez habría sido usado en los combates sucedidos en dicha región.
Acorde a las declaraciones hechas en diciembre de 1992 por parte del comité FACE, Armenia había sido limitada a disponer de tan solo tres aeronaves de combate operacionales y al menos de 13 helicópteros artillados, heredados tras la desintegración de la Unión Soviética, y junto a una parte de sus sistemas de defensa antiaérea. Los helicópteros artillados provenían del anterior 7.º Regimiento de Guardas Helicoportados y que fueron tomados de dicha base en 1991.  Los modelos, identificaciones y/o origen de las tres aeronaves de combate son inciertos, pero posiblemente estuvieran incluidos un MiG-25 con capacidades interceptoras y dos Su-25 con capacidades de ataque a tierra, probablemente del anterior 80.vo Regimiento Soviético de Aviación de Bombardeo y Ataque (del ruso: 80-й истребительно-бомбардировочный авиаполк (ИБАП)), vistos en la base aérea de Sitalçay en Azerbaiyán; la fuerza de helicópteros se compone de helicópteros Mi-8 de transporte y de helicópteros Mi-24 de ataque en sus diferentes versiones que habían estado basados cerca de Ereván, la capital de Armenia. Otras aeronaves que se reportó fueron tomadas de los inventarios soviéticos por parte de los armenios en 1991 incluyen seis aviones An-2, un An-24 y una aeronave An-32 de transportes, así como diez aviones Yak-52 de entrenamiento.

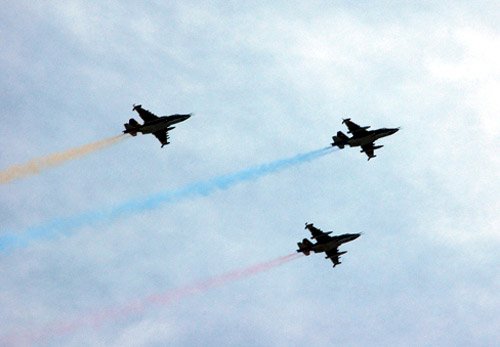
Tres aeronaves del modelo Su-25 de la Fuerza Aérea Armenia volando en V sobre la plaza republicana de Ereván.

Los continuos conflictos territoriales con Azerbaiyán instigaron la mayor expansión de las fuerzas militares de Armenia; en especial su Defensa Aérea y su Fuerza Aérea, en el periodo de 1993 a 1994. El grueso de la aviación y defensa aérea de Armenia, empero, fueron para la ampliación y fortalecimiento de la Organización de la Defensa Anti-aérea Armenia. Con la asistencia técnico-militar rusa y sus contribuciones materiales (que eran de sistemas de artillería antiaérea y equipamientos varios), en menos de un año Armenia ya era capaz de integrarse con el remanente de redes y equipos soviéticos de radares y de surface-to-air missile dejados atrás en sus territorios en su desaparición, y logra convertirlos en una eficaz y efectiva defensa antiaérea, la cual se declaró operativa en abril de 1994. Las adiciones con respecto al parque de aeronaves se suponen muy escasas, pero a finales de 1994 la Fuerza Aérea Armenia tenía en su inventario un estimado de entre 5 a 6 aeronaves operativas, compuesta por algunos Su-25 (ya se sabe que uno ha quedado en estado no operativo) y posiblemente un MiG-25 con capacidad de combate; dos L-39 y diez aviones de entrenamiento (posiblemente modificados para ataque ligero) Yak-52; seis An-2, dos An-72, un Tu-134, un Tu-154 de transporte; y dos Mi-2, siete Mi-8/Mi-17 y quince helicópteros Mi-24.
Para ayudarle a paliar su relativa debilidad militar comparada con Azerbaiyán y Turquía, Desde el 16 de marzo de 1995 se ha firmado un tratado entre los gobiernos de Rusia y de Armenia donde se ceden los derechos de permanencia y gran parte de ciertas instalaciones militares en el territorio armenio para que permanezcan acuarteladas tropas rusas por un lapso de 25 años. Se firmó otro acuerdo el 27 de septiembre de 1996, autorizando el establecimiento de dos bases aéreas rusas en las ciudades de Gyumri y Ereván. Las fuerzas rusas desplegadas se componen de 18 cazas MiG-29 pertenecientes al Escuadrón de Cazas 426 y del Centro de Control de Tráfico Aéreo 700, ambas situadas en la Base Aérea 3624 sita en el Aeropuerto de Erebuni, en las afueras de la capital armenia. Las aeronaves rusas llegaron a estas bases de la siguiente forma: cinco lo hicieron el 16 de diciembre de 1998, otros cinco el 26 de febrero de 1999, cuatro más el 18 de junio y los restantes cuatro el 22 de octubre de ese mismo año. Este despliegue escalonado de aviones rusos a su base en Armenia fue inicialmente malinterpretado como una entrega de armamento a la Fuerza Aérea de Armenia.
La Fuerza Aérea Armenia experimentó una importante expansión y modernización en el período 2004-2005. Se triplicó su rama de combate de ala fija a través de la adquisición de diez Su-25 de Eslovaquia por un total de un millón de dólares estadounidenses en agosto de 2004. Las aeronaves se entregaron en septiembre de 2005, tenían diez años de antigüedad y no habían sido tripuladas hacía una década y requirieron de trabajos para volver a ponerlas en estado óptimo. La entrega de éstos Su-25 fue también originalmente mal reportada como una adquisición de diez cazas Su-27 de superioridad aérea, un avión que la Fuerza Aérea Eslovaca jamás ha operado. También en 2004, Armenia adquirió un par de L-39C (uno proveniente de Rusia y el otro de Ucrania), así como dos aviones de transporte Il-76 de Rusia en mayo de ese año.
Recientemente, hubo reportes no verificados que afirman que Armenia recibió hasta diez Su-27 de parte de Rusia en 2006. Esto pudo haber sido presagiado por una fuente de azerí que reportó en octubre de 2005 que Armenia había comprado "10 cazas de combate", pero que, según fuentes militares azeríes, sólo el dos o tres de las aeronaves eran Su-27, y el resto eran supuestamente Su-25 y helicópteros de ataque Mi-24. Aparentemente, éstas aeronaves fueron adquiridas en condiciones preferenciales en virtud de las disposiciones del Organización del Tratado de la Seguridad Colectiva. Hasta la fecha, sin embargo, no ha habido ninguna confirmación de la recepción de cualquiera de estos aviones, y es posible que los Su-27 reportados en aquel informe sean parte del contingente ruso en la base aérea de Ereván.
El 21 de septiembre de 2011, fueron probados por primera vez, los aviones no tripulados Krunk, desarrollados en Armenia. Fueron desarrollados para reconocimiento cercano, transmisión de video en tiempo real (visual o infrarrojo) y para tomar imágenes de alta resolución. El dispositivo está equipado con un piloto automático programable y puede permanecer en el aire durante 5 horas. Tiene la capacidad de lograr una altura máxima de 5400 metros, alcanzar una velocidad de 150 km por hora. Actualmente se encuentran en servicio 15 unidades de estas aeronaves.

## Operativos más destacados

### Guerra de Nagorno-Karabaj
Si bien Armenia comenzó a organizar sus fuerzas armadas con el armamento soviético que le quedó tras la desaparición de la URSS en diciembre de 1991, recién en agosto de 1992 fundaría su fuerza aérea y a partir de octubre de ese año comenzó a realizar operaciones ofensivas de combate. Hasta entonces, Armenia era totalmente dependiente de la Fuerza Aérea Rusa en lo relativo a operaciones aéreas en el marco de la guerra de Nagorno-Karabaj. La aeronáutica armenia sufrió su primera pérdida el 12 de noviembre de 1992, cuando un helicóptero de combate Mi-24 que se encontraba apoyando a la infantería armenia en la ofensiva de Martuni fue derribado cerca de la aldea de Kazakh. El 23 de noviembre dos Mi-8 fueron alcanzados por fuego terrestre, resultando uno derribando y el otro seriamente dañado; otro Mi-8 se perdió el 30 de diciembre de ese año.
Los azeríes iniciaron una nueva ofensiva el 1 de enero de 1993, la cual tuvo éxito al cortar el corredor de Laçın, que conectaba a Nagorno-Karabaj con Armenia, logrando aislar a las fuerzas armenias presentes en Nagorno-Karabaj y generar complicaciones en el abastecimiento. La aviación armenia colaboró en un contraataque que comenzó el 7 de enero. El primer día de esta acción, resultó ser el de mayores pérdidas: un Mi-8, un Mi-24 y un Su-25 (posiblemente ruso) derribados, el Su-25 pudo haber sido destruido por fuego amigo. Hacia fines de mes los azeríes sufrieron una derrota decisiva a manos de Armenia, y para ese entonces la aviación Armenia perdió tres helicópteros y, posiblemente, otro caza (según se informa, un MiG-21 (y por lo tanto, probablemente de Rusia).
A finales de marzo de 1993, las fuerzas armenias iniciaron una nueva ofensiva en el norte, con vistas a la apertura de una segunda ruta de suministro entre Nagorno-Karabaj y Armenia. La Operación Kelbajar consistió un ataque de cuatro frentes contra el Segundo Cuerpo de Ejército de las fuerzas de Azerbaiyán con el objetivo de desalojar a las fuerzas azeríes y asegurar el control de la región. Las pérdidas de la Fuerza Aérea Armenia para ascendieron a un helicóptero Mi-8 (derribado el 16 de abril). A partir de aquel entonces, la aviación armenia no ha sufrido nuevas pérdidas a lo largo del conflicto que culminó con el cese al fuego firmado entre ambos países el 16 de mayo de 1994.

## Organización
Poca información se ha hecho pública sobre la organización de la Fuerza Aérea Armenia. Se sabe que la aeronáutica opera dentro de una estructura conjunta con la Fuerza de Defensa Aérea, y se ha dado a conocer en 2004 que la Fuerza Aérea se estructura en cuatro unidades funcionales: la Escuadrilla de Aviación 121 de Ataque Terrestre 121, con base en Gyumri; 15.º Regimiento Mixto de Aviación, un escuadrón de helicópteros localizado en Ereván, una unidad de transporte vip probablemente situada también en la capital armenia, y el 60.º escuadrón de Entrenamiento de Aviación, el cual capacita a los futuros aviadores armenios, localizado en Arzni.
Como resultado de una serie de tratados de cooperación de defensa que comienzan con el Tratado de Seguridad Colectiva (TSC) de 1992 y expandido en 2002, firmado en el seno de la Comunidad de Estados Independientes (CEI) y el Tratado ruso-armenio de Amistad, Cooperación y Asistencia Mutua firmado el 29 de agosto de 1997, las fuerzas aéreas y de defensa aérea de Armenia y Rusia están estrechamente integradas. El tratado de amistad 1997, en particular, prevé la asistencia mutua en caso de una amenaza militar para cualquiera de las partes —que va más allá del pacto de seguridad OTSC— y también permite a los guardias fronterizos rusos efectuar tareas de patrullaje en las fronteras de Armenia con Turquía e Irán. La aeronáutica armenia participa regularmente en ejercicios militares bilaterales con la aviación rusa en el Distrito Militar de Transcaucasia, y también en los ejercicios militares anuales de la Organización del Tratado de la Seguridad Colectiva.

### Defensa y Artillería Antiaérea
La Fuerza de Defensa Aérea es parte de la Fuerza Aérea Armenia y operan conjuntamente. La Defensa Aérea es una de las unidades más grandes de las Fuerzas Armadas de Armenia. Está equipada y organizada en el marco del programa de reforma militar de Ter-Grigoriants.
Las fuerzas de defensa antiaérea armenias comprenden una brigada misilística antiaérea y dos regimientos armados con 100 lanzadores de misiles de fabricación soviética y rusa.
El jefe del Estado Mayor General de la Fuerza Aérea Rusa, General Vladímir Mikhaylov dijo:

“Por un lado, el sistema nacional de defensa aérea de Armenia nos hace felices. Por otro lado, vamos a seguir ayudándolos, incluyendo los medios y fuerzas existentes en la base militar rusa Nº 102 que está localizada aquí”.

### Misiles
- S-300 (sistema de misiles) - largo alcance; mediana a gran altura; misiles superficie-aire.
- 2K11 Krug (SA-4 Ganef) - largo alcance; mediana a gran altura; misiles superficie-aire.
- S-75 Dvina (SA-2 Guideline) - largo alcance; gran altura; comando guiado; misiles superficie-aire.
- 9K33 Osa (SA-8 Gecko) - Altamente móvil; baja altura; corto alcance táctico; misiles superficie-aire.
- 9K35 Strela-10 - de gran movilidad; dirigido visualmente; guía óptica/infrarroja; baja altura; corto alcance; misiles superficie-aire.
- S-125 Neva/Pechora (SA-3 Goa) - bajo alcance; baja altura; misiles superficie-aire.
- 9K32 Strela-2 (SA-7 Grail) - portable; se dispara apoyado al hombro; baja altura; misiles superficie-aire missile system with a high explosive warhead and passive infrared homing guidance
- 9K38 Igla-1 (SA-18 Grouse) - ídem anterior.
- 9K310 Igla-1E (SA-16 Gimlet) - ídem anterior.

### Bases de operaciones
La principal base de operación de la Fuerza Aérea de Armenia se localiza en el  Aeropuerto de Erebuni en la ciudad de Ereván; y en el Aeropuerto de Shirak en Gyumri, adicionalmente se cuenta con una base de entrenamiento en Arzni.

## Equipamiento
El Tratado de Fuerzas Convencionales en Europa (CFE) limita las cantidades de aeronaves militares en Armenia a 100 aviones y a 50 helicópteros de ataque.

### Aeronaves de ala fija
Hay que tener en cuenta aquí que lo que se describe en cuanto a parque aéreo está postulado por contar con referencias y fuentes creíbles, dada la falta de información verídica.
| Aeronave                     | Tipo                                             | En servicio          | Variantes                   | Adquirido            | Activos (2011)       | Notes |
| Aeronaves de combate         | Aeronaves de combate                             | Aeronaves de combate | Aeronaves de combate        | Aeronaves de combate | Aeronaves de combate | Aeronaves de combate |
| ---------------------------- | ------------------------------------------------ | -------------------- | --------------------------- | -------------------- | -------------------- | --- |
| Mikoyan-Gurevich MiG-25      | Aeronave de tipo interceptor                     | 1991 – a la fecha    | MiG-25PD                    | 1                    | 1                    | |
| Aeronaves de ataque a tierra |                                                  |                      |                             |                      |                      | |
| Sukhoi Su-25                 | Aeronave de ataque y combate cercano/a tierra    | 1991 - ala fecha     | total Su-25 Su-25K Su-25UBK | 15 5 9 1             | 15 0 14 1            | Diez aparatos adquiridos a Eslovaquia en septiembre del 2005, y en algunas ocasiones son incorrectamente reportados como cazas Su-27. |
| Entrenadores                 |                                                  |                      |                             |                      |                      | |
| Yakovlev Yak-52              | Avión entrenador básico                          |                      | Yak-52                      | 16                   | 10                   | |
| Yakovlev Yak-18              | Avión entrenador                                 |                      | Yak-18T                     | 1                    | 1                    | |
| Aero L-39 Albatros           | Avión entrenador avanzado/ataque ligero a tierra | 1991 – a la fecha    | L-39C                       | 6                    | 6                    | Algunos han sido vistos armados con afustes adaptados con ametralladoras.                                                             |
| Transportes Aéreos militares |                                                  |                      |                             |                      |                      | |
| Ilyushin Il-76               | Aeronave de transporte militar                   |                      | Il-76                       | 3                    | 2                    | |
| Tupolev Tu-134               | Transporte militar                               |                      | Tu-134A-3                   | 1                    | 1                    | |
| VANT's                       |                                                  |                      |                             |                      |                      | |
| Krunk UAV                    | UAV                                              |                      |                             | 15                   | 15                   | |

Nota:  Distintos tipos de otras aeronaves han sido reportados en algunos momentos al servicio de Armenia erróneamente, pero su estatus actual no se ha podido confirmar a la fecha por parte de fuentes de información fiables:
- Mikoyan-Gurevich MiG-23: Se cree que algunos MiG-23 han sido vendidos y/o suministrados por Rusia a Armenia, pero parecen ser aeronaves rusas con base en instalaciones militares que son cedidas temporalmente a los rusos, siendo unidades de la 3624va Base aérea en Ereván, los cuales serán reemplazados por modelos más actuales, como el MiG-29.

- Mikoyan MiG-29:  Reportes de algunos, exactamente 18 cazas MiG-29; han sido supuestamente entregados a Armenia entre 1998-1999, y que son contemporáneos en su entrega,  probablemente han sido confundidos con el despliegue ruso de los 18 MiG-29, en la base aérea de Ereván.

- Sukhoi Su-17:  Algunos reportes de prensa durante los primeros años de la indepoendencia de Armenia indicaban que se tenían en sus bases un número desconocido de caza-bombarderos Su-17/22, pero no hay confirmación creíble de que alguno de estos aparatos estén en servicio de Armenia, y actualmente se creen que hay aeronaves más vetustas en el servicio de este modelo.

- Yakovlev Yak-40: Una fuente azeri reporta que un transporte utilitario Yak-40 armenio sería derribado por baterías antiaéreas azeríes, durante el conflicto por Nagorno-Karabaj.[30] Aparte, no hay otras confirmaciones del Yak-40 en servicio armenio, se presume probablemente que sean aparatos al servicio de Rusia.
- Sukhoi Su-30: Entregados en diciembre de 2018, informados con numerales 30, 31, 32 y 33.

### Helicópteros militares
| Aparato                           | Tipo de aeronave                  | En servicio           | Variantes                        | Adquirido en          | Activos (2011)        | Notas y referencias |
| Helicóptero de ataque             | Helicóptero de ataque             | Helicóptero de ataque | Helicóptero de ataque            | Helicóptero de ataque | Helicóptero de ataque | Helicóptero de ataque |
| --------------------------------- | --------------------------------- | --------------------- | -------------------------------- | --------------------- | --------------------- | --- |
| Mil Mi-24                         | Helicóptero de ataque             | 1991 – a la fecha     | total Mi-24 Mi-24K Mi-24P Mi-24R | 16 – 6 12 2           | 16 12 4 – –           | |
| Helicóptero de transporte militar |                                   |                       |                                  |                       |                       | |
| Mil Mi-8/-9/-17                   | Helicóptero de transporte militar | 1991 – a la fecha     | total Mi-8T/MT/-17 Mi-9          | 18 11 7               | 18 11 7               | El Mi-9 es una variante del tipo Puesto de comando aerotransportable del helicóptero de transporte Mil Mi-8. Dichos helicópteros en ocasiones son reportados como del modelo Mi-8. |
| Helicóptero utilitario            |                                   |                       |                                  |                       |                       | |
| Mil Mi-2                          | Helicóptero utilitario            | 1991 – a la fecha     | Mi-2                             | 10                    | 10                    | |

## Jerarquías

### Oficiales
| Presilla/charretera | Rango            |
| ------------------- | ---------------- |
|                     | Coronel General  |
|                     | Teniente General |
|                     | Mayor General    |
|                     | Coronel          |
|                     | Teniente Coronel |
|                     | Mayor            |
|                     | Capitán          |
|                     | Teniente Mayor   |
|                     | Teniente         |
|                     | Teniente Segundo |

### Suboficiales
| Presilla/charretera | Rango                     |
| ------------------- | ------------------------- |
|                     | Aspirante a Oficial Mayor |
|                     | Aspirante a Oficial       |
|                     | Sargento Mayor            |
|                     | Sargento Primero          |
|                     | Sargento                  |
|                     | Sargento Segundo          |
|                     | Cabo                      |
|                     | Conscripto                |

## Reclutamiento, entrenamiento y doctrina militar
En el verano de 1993, la Fuerza Aérea de Armenia tuvo una dotación de personal de 2000 militares, esta cifra había aumentado a 3000 en el año 2004. Originalmente dependía de un número reducido de personal compuesto principalmente de armenios del exterior especializados, reservistas, reclutas y extranjeros bajo contrato., Pero durante 1993 y 1994 Armenia estableció sus propias academias de formación militar, la Fuerza Aérea cuenta con la Instituto Militar de Aviación en Ereván, que prepara a los futuros integrantes de la fuerza en todas las especialidades disponibles dentro del ámbito de la aeronáutica. Actualmente la fuerza sigue empleando reclutas, que sirven por 24 meses, y también de emplea a voluntarios contratados para plazos que oscilan de 3 a 15 años.
Los pilotos y el personal técnico comienzan su formación en el Instituto Militar de Aviación en Ereván, fundado en 1993. Quienes desean formarse como pilotos emprenden un curso básico y primario de formación de vuelo que incluye 80 horas en el Yak-52 y es seguido por 60 horas de formación avanzada en el jet L-39. Esta capacitación se lleva a cabo en la base aérea en Arzni. En 2005, la base también operó un único avión entrenador acrobático Yak-18 para el entrenamiento de paracaidistas. Un par de helicópteros Mi-2 son destinados para entrenar a los futuros helicopteristas. Todos los entrenamientos tácticos avanzado se llevan a cabo en las unidades operativas.